# Alain Da Costa
Alain Da Costa (* 7. Juni 1993) ist ein französischer Poolbillardspieler.

## Karriere
Alain Da Costa begann im Alter von 15 Jahren Billard zu spielen.
Er wurde siebenmal Französischer Meister der Junioren. Zudem wurde er 2010 im Finale gegen den Schweden Jim Chawki Vize-Europameister der Junioren im 10-Ball.
Im Januar 2011 wurde er Neunter bei den Paris Open.
Bei der EM 2013 erreichte er bei den Herren das Viertelfinale im 14/1 endlos, verlor dieses jedoch gegen Nikos Ekonomopoulos, im 9-Ball kam er auf den 33. Platz.
Bei der Französischen Meisterschaft der Herren wurde Da Costa zweimal Dritter.
Da Costa lebt derzeit in Aulnay-sous-Bois.